# Хеюхенъярви
Хеюхенъярви (фин. Höyhenjärvi), Фъярватн (норв. Fjørvatnet) — озеро на границе Норвегии и России в долине реки Паз. Административно входит в Мурманскую область России и коммуну Сёр-Варангер Норвегии. Площадь 7,29 км², из них 2,35 в России. Расположено на высоте 52,9 м над уровнем моря.
Озеро относится к бассейну Баренцева моря, связывается с ним рекой Паз. Питание озера в основном снеговое и дождевое. Рельеф берега в основном равнинный, болотистый. На озере в юго-западной части выделяется крупный залив Гаукбукта (целиком в Норвегии). На озере несколько островов, крупнейшие: Кистехолмен, Риитасаари, Иаколан-Ламмассаари, Тилисаари и Отерхолмен. Озеро по реке Паз вверх соединяется с Хевоскосским водохранилищем, а по реке вниз с озером Воуватусъярви. В северную часть озера вдаются полуострова Иорданфосс и Бродткорбхолмен, а в южную полуостров Лангнессет, отделяющий от озера Гаукбукту.
На озере расположены норвежские населённые пункты Ноатун и Лингму. Российских населённых пунктов на озере нет. Вдоль восточного берега озера проходит автомобильная дорога 47К-089.